# Europejskie piktogramy ostrzegawcze
Europejskie piktogramy ostrzegawcze – stosowane do 2015 r. piktogramy do oznakowania niebezpiecznych substancji i mieszanin chemicznych określające wiążące się z nimi zagrożenia. Mają kształt kwadratu z czarnym symbolem na pomarańczowym tle. Wraz ze zwrotami ryzyka i bezpieczeństwa były częścią systemu oznakowania stosowanego w Unii Europejskiej, wprowadzonego Dyrektywą 67/548/EWG. Po wejściu w życie Rozporządzenia 1272/2008 mogły być stosowane w czasie okresu przejściowego do 1 czerwca 2015, kiedy to zostały całkowicie zastąpione piktogramami GHS. Piktogramy obowiązujące od roku 2001 określił załącznik nr 2 Dyrektywy 2001/59/WE z dnia 6 sierpnia 2001.
Obecnie piktogramy te nie są obowiązujące: zostały zastąpione piktogramami określającymi rodzaj zagrożenia – oznakowaniami niebezpiecznych substancji chemicznych i mieszanin będącymi częścią globalnie zharmonizowanego systemu klasyfikacji i oznakowania chemikaliów (GHS).

Piktogramy z załącznika 2 Dyrektywy 2001/59/WE
Wybuchowy (E)
Utleniający (O)
Łatwopalny (F)
Skrajnie łatwopalny (F+)
Toksyczny (T)
Silnie toksyczny (T+)
Żrący (C)
Szkodliwy (Xn)
Drażniący (Xi)
Groźny dla środowiska (N)

W użyciu były też piktogramy, które nie zostały ujęte w załączniku 2 Dyrektywy 2001/59/WE:

Skrajnie łatwopalny (F+)
Silnie toksyczny (T+)
Drażniący (Xi)